# ヘイデン・パーカー
ヘイデン・ジョン・パーカー（Hayden John Parker、1990年5月12日 - ）は、ニュージーランドの元ラグビー選手。ヒトコムサンウルブズでもフライハーフとしてプレイしたことがある。

## プロフィール
- ニュージーランド・オマルー出身[1]。
- 現役時代のポジションはスタンドオフ(SO)、センター(CTB)。
- 身長 175cm、体重 80kg
- U20ニュージーランド代表に選ばれたことがある[2]。

## 略歴
オタゴボーイズ高校、オタゴ、ハイランダーズ、2015年、パナソニック ワイルドナイツ (現・埼玉パナソニックワイルドナイツ)に加入。同年11月13日に行われたジャパンラグビートップリーグ第1節のサントリーサンゴリアス (現・東京サンゴリアス)戦に途中出場で公式戦初出場を果たした。
2016年、パナソニック ワイルドナイツを退団した。
2017年12月にはサンウルブズの2018年スコッドに選ばれた。
2018年、神戸製鋼コベルコスティーラーズ (現・コベルコ神戸スティーラーズ)に加入。
2022年、ニュージーランドで酪農の仕事をするため現役を引退した。

## 受賞歴
- 2015-16プレーオフMVP